# Orthoserica mirandaria
Orthoserica mirandaria är en fjärilsart som beskrevs av John Henry Leech 1897. Orthoserica mirandaria ingår i släktet Orthoserica och familjen mätare. Inga underarter finns listade i Catalogue of Life.